# Persoonia pertinax
Persoonia pertinax (лат.) — кустарник, вид рода Персоония (Persoonia) семейства Протейные (Proteaceae), эндемик юго-западного региона Западной Австралии. Прямостоячий или раскидистый куст с опушёнными молодыми веточками, скрученными линейными листьями и пушистыми жёлтыми цветками.

## Ботаническое описание
Persoonia pertinax — прямостоячий или раскидистый куст высотой 1-2,5 м с гладкой корой и молодыми веточками, покрытыми сероватыми волосами. Листья линейные, уплощённые, 20-55 мм в длину, 1-2,5 мм в ширину и закручены на 90 °. Цветки расположены группами до десяти на цветоносном побеге длиной до 60 мм, каждый цветок на цветоножке 3,5-7 мм длиной, с листом или чешуйчатым листом у основания. Листочки околоцветника жёлтые, опушённые снаружи, длиной 8-11 мм. Цветение происходит с января по март. Плод представляет собой сплющенную овальную костянку длиной 8,5-11 мм и шириной 4,5-6 мм.

## Таксономия
Впервые вид был официально описан Питером Уэстоном в 1994 году в журнале Telopea по образцам, собранных Робертом Ройсом у источника королевы Виктории в 1956 году. Видовое название означает «стойкий» или «непреклонный», относящийся к способности вида выживать в засушливой среде.

## Распространение и местообитание
P. pertinax — эндемик Западной Австралии. Растёт на песчаной почве в лесных массивах недалеко от Кандили в биогеографических регионах Кулгарди и Большой пустыни Виктория в Западной Австралии.

## Охранный статус
Вид классифицируется Департаментом парков и дикой природы правительства Западной Австралии как «не находящаяся под угрозой исчезновения».